# Озеро-Карачі (курортне селище)
Озеро-Карачі (рос. Озеро-Карачи) — курортне селище у Чановському районі Новосибірської області Російської Федерації.
Входить до складу муніципального утворення Озеро-Карачінська сільрада. Населення становить 1507 осіб (2015).

## Історія
Згідно із законом від 2 червня 2004 року органом місцевого самоврядування є Озеро-Карачінська сільрада.

## Населення
| 1996  | 2002  | 2007  | 2010  | 2011  | 2012  | 2013  |
| ----- | ----- | ----- | ----- | ----- | ----- | ----- |
| 2200  | ↘1764 | ↘1749 | ↘1463 | ↗1638 | ↘1577 | ↘1508 |
| 2014  | 2015  |       |       |       |       |       |
| ↘1502 | ↗1507 |       |       |       |       |       |

## Персоналії
- Болотова Жанна Андріївна (* 1941) — радянська і російська актриса театру і кіно.